# کیا کی‌ایکس۳
کیا کی‌ایکس۳ (انگلیسی: Kia KX3) یک خودروی شاسی‌بلند است که توسط شرکت کره‌ای کیا موتورز تولید می‌شود. این خودرو به صورت جوینت ونچر در شرکت دانگ‌فنگ یوئدا کیا تولید می‌شود. این خودرو در مارس ۲۰۱۵ معرفی شد.